# Plateumaris virens
Plateumaris virens là một loài bọ cánh cứng trong họ Chrysomelidae. Loài này được Hayashi miêu tả khoa học năm 1999.